# Hegemonia
Em história política, hegemonia é a supremacia de um povo sobre outros, ou seja, através da introdução da sua cultura ou por meios militares.

## Definição
Nas relações internacionais, considera-se uma situação hegemônica aquela na qual (i) há grande assimetria em favor de um Estado o qual (ii) tem suficientes capacidades para impor-se sistematicamente diante de concorrentes no sistema, (iii) controla o acesso às matérias primas, recursos naturais, capitais e mercados, (iv) apresenta vantagens competitivas na produção de bens de alto valor agregado, (v) gera uma ideologia aceita por outros Estados a qual reflete o status quo; e (vi) diferencia-se funcionalmente dos outros estados no sistema, ao prover certos bens públicos como segurança ou estabilidades comercial e financeira.
Na Grécia antiga, era patente a supremacia de um Estado dentro de uma confederação. Todavia, os vários casos de hegemonia eram instáveis, pois só duravam até que o Estado  hegemônico fosse atacado pelos outros Estados. Três cidades gregas distinguiram-se pela sua hegemonia: Esparta, Atenas e Tebas. Pretendendo o rei Filipe da Macedônia invadir a Grécia, esta aliou-se aos países vizinhos, e, unidos, conseguiram, provisoriamente, a hegemonia marítima pertencente a Atenas e a terrestre a Tebas. Entretanto, dotados os macedônicos de maior poderio, tanto em homens quanto em armas, conseguiram a hegemonia político-militar.[carece de fontes?]
Contemporaneamente, o conceito de hegemonia foi desenvolvido pelo teórico marxista Antonio Gramsci para descrever o tipo de dominação ideológica de uma classe social sobre outra, particularmente da burguesia sobre o proletariado e outras classes de trabalhadores. Todavia, em Gramsci quase nunca é possível o domínio bruto de uma classe sobre as demais, a não ser nas ditaduras abertas e terroristas. Para o pensador sardo, correlacionar poder e classes sociais é, certamente, um imperativo de método, mas o fato é que uma classe dominante, para ser também dirigente, deve articular em torno de si um bloco de alianças e obter pelo menos o consenso passivo das classes e camadas dirigidas. Para tanto, aquela classe não hesita em sacrificar uma parte dos seus interesses materiais imediatos, superando o horizonte corporativo e propiciando, exatamente, a construção de uma hegemonia ético-política.[carece de fontes?]
Ao estudar os mecanismos de construção dessa hegemonia, Gramsci chega a um conceito fundamental na sua teoria política, a saber, o conceito de "Estado ampliado". O Estado não é um puro instrumento de força a serviço da classe dominante, como o definiam versões mecanicistas do próprio marxismo, mas  uma força revestida de consenso e coerção, acompanhados de hegemonia. O Estado ampliado, assim, cabe na fórmula: sociedade política + sociedade civil. E, nas sociedades de tipo ocidental, a hegemonia, que se decide nas inúmeras instâncias e mediações da sociedade civil, não pode ser ignorada pelos grupos sociais subalternos que aspiram a modificar sua condição e a dirigir o conjunto da sociedade.[carece de fontes?]
O sentido de processo civilizatório, implicado na estratégia gramsciana, reside no fato de que, prospectivamente, todo o movimento deve acontecer no sentido de uma "reabsorção do Estado político pela sociedade civil", com o predomínio crescente de elementos de autogoverno e (auto)consciência. A contraprova disso é que, nos Cadernos do cárcere, Gramsci formula, de modo pioneiro, uma crítica ao stalinismo, no qual, para o pensador, havia traços preocupantes de hipertrofia do Estado ("estatolatria"), caracterizando-se assim uma situação de ditadura sem hegemonia, que não poderia subsistir por muito tempo.[carece de fontes?]